# Brfxxccxxmnpcccclllmmnprxvclmnckssqlbb11116 (voornaam)
Brfxxccxxmnpcccclllmmnprxvclmnckssqlbb11116 (uitgesproken als Albin) was een voornaam die een Zweeds kind, geboren in 1991, van zijn ouders in mei 1996 kreeg.
De ouders deden dit als reactie op een boete van kr. 5000 (ongeveer € 550) die ze kregen opgelegd door een rechtbank in Halmstad, omdat ze hun zoon toen hij vijf jaar oud werd nog steeds niet hadden aangegeven bij de burgerlijke stand. De ouders, die nooit van plan waren geweest hun kind een naam te geven, kozen voor een naam van 43 tekens als uiting van een bijzondere artistieke creatie die gezien moet worden in het licht van de 'patafysica. De ouders zeiden: "De naam is een zwangere, expressionistische ontwikkeling, die wij zien als een artistieke creatie."
De naam werd uiteindelijk door de rechtbank geweigerd.
De ouders hadden na het verwerpen nog de naam A voorgesteld, eveneens uitgesproken als Albin, maar ook die werd verworpen door de burgerlijke stand, omdat in Zweden voornamen met één letter verboden zijn.
De jongen beschikte in 1997 nog steeds niet over een voornaam, maar had wel al een paspoort waarin hij Boy Tarzan werd genoemd. Uiteindelijk heeft de jongen alsnog de naam Albin gekregen.